# Moldaviens väpnade styrkor
Moldaviens väpnade styrkor (rumänska: Forțele Armate ale Republicii Moldova) består av Moldaviens armé och Carabinieri-trupperna. Caribinieri lyder under Inrikesministeriet. Fram till 2012 tillhörde den moldaviska gränspolisen också de väpnade styrkorna.

## Historia
Den 2 november 1990, innan Moldavien grundades, bildades det republikanska gardet (moldaviska: Garda Republicană) som en militariserad statlig myndighet. Denna styrka blev senare den moldaviska militären i samband med självständigheten från Sovjetunionen.   
Den 30 oktober 1992 ratificerade Moldavien fördraget om konventionella väpnade styrkor i Europa, som innebär omfattande begränsningar avseende konventionell militär utrustning, och som föreskriver att vapen som överskrider dessa gränser ska förstöras. Moldavien anslöt sig till bestämmelserna i det nukleära icke-spridningsavtalet i oktober 1994 i Washington, D.C. Moldavien har inga kärnvapen, biologiska eller kemiska vapen.
Moldavien gick med i NATO:s Partnerskap för fred den 16 mars 1994. 
Inledningsvis planerades en övergång från värnpliktsförsvar till yrkesförsvar, bestående av 12 000–15 000 frivilliga anställda, men när strider bröt ut 1991 mellan anhängare av den centrala regeringen i Chișinău och anhängare av separatistiska regioner (Transnistrien-konflikten) mobiliserades män mellan arton och fyrtio år. Moldaviens militära styrkor utökades tillfälligt för att kunna möta behoven som härrörde från Transnistrienkriget. I början av 1995 uppgick de väpnade styrkorna till cirka 11 000 frivilliga, och det fanns planer på att gradvis skapa en yrkesarmé, liknande den i USA.

## Generalstab
Generalstaben i den nationella armén består för närvarande av följande:
- Generalstabens högkvarter (Chișinău)
  - Markstyrkornas stab
  - Flygstaben
- Personaldirektoratet
- Verksamhetsdirektoratet
- Logistikdirektoratet
- Direktoratet för strategisk planering
- Direktoratet för kommunikation och informationssystem
- Direktoratet för utbildning och doktrin
- Planering, ekonomi och uppföljning
- Juridiska sektionen
- Medicinska sektionen
- Militärpolis